# Krunoslav Simon
Krunoslav Simon (Zagabria, 24 giugno 1985) è un cestista croato.

## Carriera

### In Italia
A luglio 2015 passa all'Pallacanestro Olimpia Milano conquistando il terzo posto del premio quale MVP al termine della regular season
.
L'11 luglio viene diffuso il comunicato con l'estensione del contratto per altre due stagioni, fino al 2018.
Conquista il titolo di MVP nelle finali di Supercoppa 2016 disputate a settembre 2016 al Forum di Assago, vinte dall'Olimpia 
. Il 9 luglio 2017 giunge notizia del suo passaggio in Turchia all'Anadolu Efes.

### In Nazionale
Il 9 luglio 2016 si qualifica con la sua Nazionale, vincendo il torneo di Qualificazione Olimpica di Torino alle Olimpiadi di Rio de Janeiro  dove viene eliminata nei quarti di finale dalla Serbia.
L'anno successivo partecipa al Campionato europeo giungendo fino agli ottavi di finale.

## Statistiche

### Eurolega
| Anno       | Squadra          | PG  | PT  | MP   | TC%  | 3P%  | TL%  | RP  | AP  | PRP | SP  | PP   |
| ---------- | ---------------- | --- | --- | ---- | ---- | ---- | ---- | --- | --- | --- | --- | ---- |
| 2011-2012  | KK Zagabria      | 10  | 10  | 30,2 | 42,9 | 29,5 | 96,2 | 4,6 | 2,5 | 0,7 | 0,0 | 13,4 |
| 2012-2013  | Málaga           | 22  | 17  | 24,9 | 39,1 | 38,0 | 88,5 | 3,3 | 2,5 | 0,4 | 0,1 | 10,0 |
| 2013-2014  | Lokomotiv Kuban' | 23  | 14  | 25,0 | 42,3 | 35,1 | 80,0 | 3,3 | 2,6 | 1,0 | 0,3 | 10,6 |
| 2015-2016  | Olimpia Milano   | 10  | 4   | 26,8 | 34,6 | 27,1 | 70,4 | 4,0 | 2,8 | 0,6 | 0,3 | 10,7 |
| 2016-2017  | Olimpia Milano   | 21  | 9   | 27,6 | 45,1 | 37,0 | 87,5 | 3,6 | 3,9 | 1,0 | 0,2 | 11,0 |
| 2017-2018  | Anadolu Efes     | 26  | 22  | 28,2 | 38,4 | 33,9 | 81,8 | 3,9 | 3,4 | 0,8 | 0,2 | 9,2  |
| 2018-2019  | Anadolu Efes     | 37  | 22  | 24,8 | 48,4 | 40,3 | 84,3 | 3,8 | 2,8 | 0,9 | 0,2 | 9,4  |
| 2019-2020  | Anadolu Efes     | 27  | 13  | 23,3 | 47,9 | 44,0 | 85,7 | 3,9 | 2,9 | 0,6 | 0,2 | 8,9  |
| 2020-2021† | Anadolu Efes     | 35  | 29  | 26,6 | 48,6 | 40,3 | 76,9 | 3,1 | 3,3 | 0,5 | 0,3 | 10,3 |
| 2021-2022† | Anadolu Efes     | 27  | 15  | 21,2 | 41,7 | 27,4 | 92,6 | 2,8 | 2,6 | 0,5 | 0,1 | 6,9  |
| Carriera   | Carriera         | 238 | 155 | 25,4 | 43,7 | 36,4 | 83,8 | 3,5 | 2,9 | 0,7 | 0,2 | 9,7  |

## Palmarès

### Club

#### Competizioni nazionali
- Campionato italiano: 1

Olimpia Milano: 2015-16
- Coppa Italia: 2

Olimpia Milano: 2016, 2017
- Supercoppa italiana: 1

Olimpia Milano: 2016
- Campionato turco: 2

Anadolu Efes: 2018-19, 2020-21
- Coppa di Turchia: 1

Anadolu Efes: 2018, 2022
- Coppa del Presidente: 2

Anadolu Efes: 2018, 2019
- Campionato croato: 1

K.K. Zagabria: 2010-11
- Coppa di Croazia: 3

K.K. Zagabria: 2008, 2010, 2011

#### Competizioni internazionali
- Eurolega: 2

Anadolu Efes: 2020-21, 2021-22

### Individuale
- MVP Supercoppa Italiana Serie A: 1

Olimpia Milano: 2016
- MVP Coppa di Turchia:1

Anadolu Efes: 2018
- MVP Coppa del Presidente:1

Anadolu Efes: 2019